# Wołodymyr Bezsonow
Wołodymyr Wasylowycz Bezsonow, ukr. Володимир Васильович Безсонов, ros. Владимир Васильевич Бессонов, Władimir Wasiljewicz Biessonow (ur. 5 marca 1958 w Charkowie) – ukraiński piłkarz, grający na pozycji obrońcy lub pomocnika, reprezentant Związku Radzieckiego, trener piłkarski.

## Kariera piłkarska

### Kariera klubowa
Karierę piłkarską zaczynał w rodzinnym Charkowie, najpierw w szkole piłkarskiej nr 7, a następnie w zespole Metalist. Jeszcze jako nastolatek został zawodnikiem Dynama Kijów, zaliczającego się do czołówki radzieckiej Wyższej Ligi, z którym sześciokrotnie sięgał po Mistrzostwo Związku Radzieckiego, pięciokrotnie po radziecki Puchar oraz po Puchar Zdobywców Pucharów w 1986. Barwy kijowskiego zespołu reprezentował przez kolejnych 14 lat. Karierę piłkarską kończył jako zawodnik izraelskiego Maccabi Hajfa w 1991.

### Kariera reprezentacyjna
Był jednym z najbardziej doświadczonych i najbardziej utytułowanych zawodników reprezentacyjnych. W latach 1977–1990 w drużynie Sbornej rozegrał 79 meczów, strzelając 4 bramki. Zagrał w 3 turniejach o Mistrzostwo Świata: w 1982, 1986 i 1990. W 1988 zdobył Wicemistrzostwo Europy. Wielokrotnie pełnił funkcję kapitana reprezentacji. Osiągał również sukcesy z reprezentacją młodzieżową (Mistrzostwo Europy w 1976, Mistrzostwo Świata w oraz tytuł najlepszego zawodnika turnieju w 1977) i olimpijską (brązowy medal Igrzysk w Moskwie).

## Kariera trenerska
Od zakończenia kariery zawodniczej pracuje jako trener drużyn klubowych na Ukrainie – z przerwą na lata 2002–2003, kiedy prowadził drużynę narodową Turkmenistanu. Później prowadził drużynę Zorii Ługańsk, a 28 listopada 2006 został pierwszym trenerem zespołu FK Charków. Od 2008 prowadził drużynę Dnipra Dniepropetrowsk. 18 września 2010 roku po okresie nieudanych gier podał się do dymisji.

## Sukcesy i odznaczenia

### Sukcesy klubowe
- mistrz ZSRR: (6x) 1977, 1980, 1981, 1985, 1986, 1990
- zdobywca Pucharu ZSRR: (5x) 1978, 1982, 1985, 1987, 1990
- zdobywca Puchar Zdobywców Pucharów: 1986

### Sukcesy reprezentacyjne
- mistrz Europy U-18: 1976
- mistrz Świata U-20: 1977
- brązowy medalista letnich igrzysk olimpijskich: 1980
- wicemistrz Europy: 1988
- uczestnik turniejów finałowych Mistrzostw Świata: 1982, 1986, 1990

### Sukcesy indywidualne
- najlepszy piłkarz Mistrzostw Świata U-20: 1977

### Odznaczenia
- tytuł Mistrza Sportu ZSRR: 1977
- tytuł Mistrza Sportu Klasy Międzynarodowej: 1980
- tytuł Zasłużonego Mistrza Sportu: 1986
- Order „Za zasługi” III klasy: 2004[2]